# John Broadwood

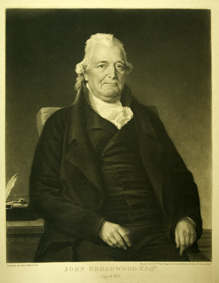
John Broadwood

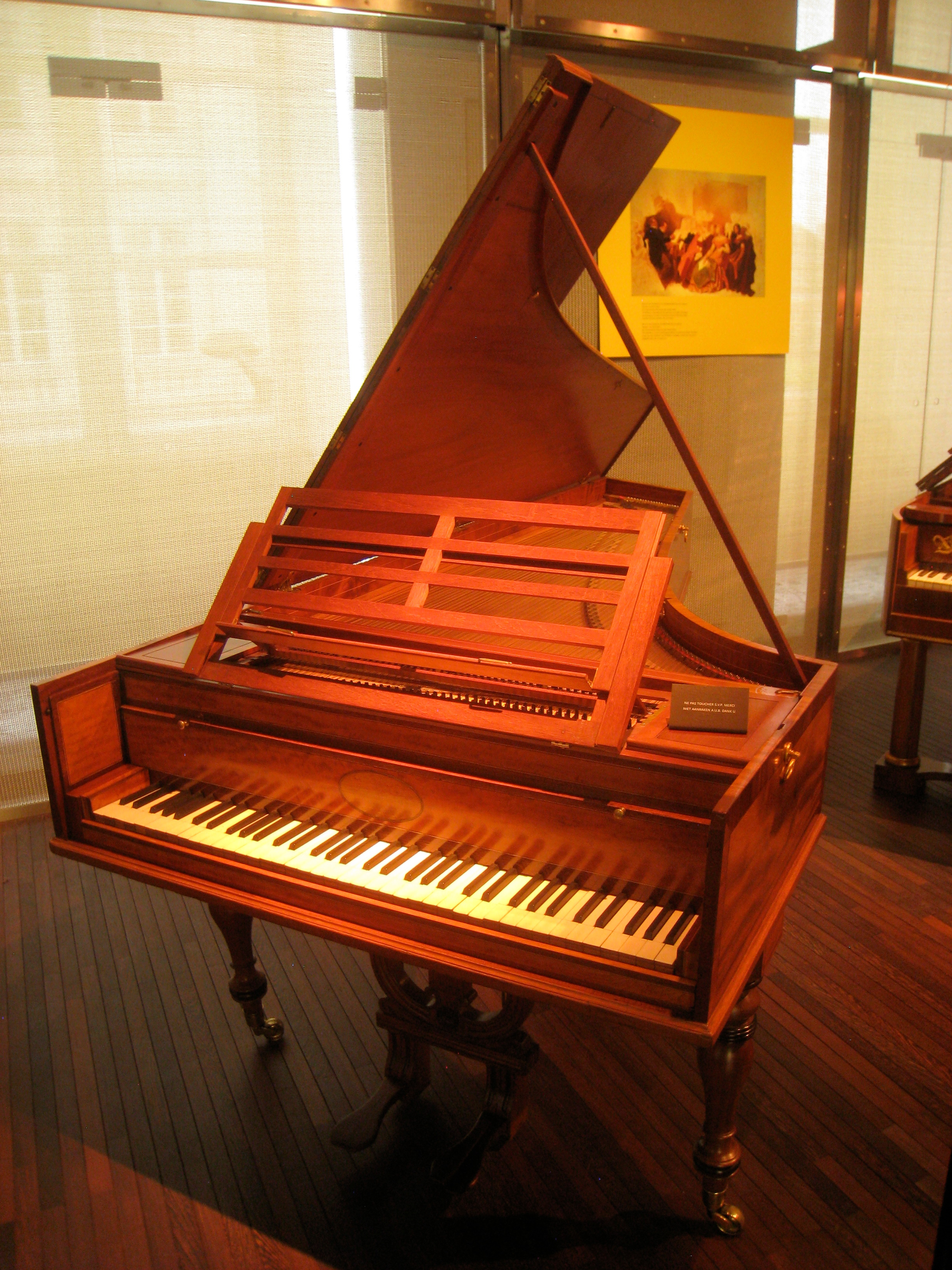
Broadwood-Flügel von 1810 im Musikinstrumentenmuseum Brüssel

John Broadwood (* 6. Oktober 1732 in Cockburnspath, Berwickshire; † 17. Juli 1812 in London) war der Namensgeber des 1728 von seinem Schwiegervater Burkhardt Tschudi in London gegründeten und heute in dem kentischen Rittergut Finchcocks in der Gemeinde Goudhurst ansässigen englischen Klavierbauunternehmens John Broadwood & Sons.

## Leben
John Broadwood wurde am 6. Oktober 1732 in der schottischen Gemeinde Cockburnspath, Grafschaft Berwickshire, geboren, am 15. Oktober 1732 in der dortigen Dorfkirche St. Helen’s getauft und wuchs in Oldhamstocks, Grafschaft East Lothian, auf. Er erlernte, wie sein Vater, James Broadwood (* 1697 in Oldhamstocks), den Beruf eines Möbel- und Kunsttischlers.
Im Jahre 1761 wanderte Broadwood in das nahezu 600 Kilometer entfernte London aus, um dort für den Cembalobauer Burkhardt Tschudi (* 13. März 1702 in Schwanden GL; †  19. August 1773  in London, anglifiziert: Burkat Shudi) zu arbeiten. Dieser machte ihn 1770 zu seinem Geschäftspartner und übertrug ihm 1771 zusammen mit seinem gleichnamigen Sohn (1738–1803) sowie seiner Tochter Barbara (1749–1776) die Geschäftsführung. Ab 1772 war Broadwood alleiniger Geschäftsführer des Unternehmens. Nach dem Tode Tschudis 1773 ging die Firma an Sohn, Tochter und Schwiegersohn John über. 1783 übernahm er auch die Firmenanteile seines Schwagers.
Zusammen mit Robert Stodart, einem vormaligen Lehrling und späteren Klavierstimmer bei Tschudi und Broadwood, dem Gründer des namhaften englischen Klavierbauunternehmens Stodart, wird Broadwood zugeschrieben, die „Englische Mechanik“ des niederländisch-englischen Klavierbauers Americus Backers perfektioniert zu haben, welche bei einigen Klavierbauern nahezu unverändert etwa 70 Jahre, in Broadwoods Falle sogar mehr als 100 Jahre lang, mit einigen Detailverbesserungen bis ins frühe 20. Jahrhundert zu Teilen weiter in Gebrauch war, auch wenn es aus Frankreich nach dem Patent von Sébastien Érard seit 1821 bereits Besseres gab. 1793, in einer Zeit, als die Verkaufszahlen der Klaviere diejenigen der Cembalos von Broadwood and Sons überstiegen, stellte John die Cembalofertigung ein.
Am 17. Juli 1812 starb John Broadwood in London, zu einer Zeit, als seine Firma florierte. Das Unternehmen Broadwood and Sons ging in die Hände seiner Söhne James Shudi Broadwood und Thomas Broadwood über, die es schließlich zur weltweit ersten Klavierbaufirma mit Massenfertigung nach den Prinzipien der später von Frederick Winslow Taylor formulierten Arbeitsteilung umgestalteten.
Broadwoods weitere technische Innovationen beim Klavier umfassen folgende Punkte:
- Einbau eines separaten Bass-Stegs für die tiefen Töne
- Erfindung des Pedals zur Dämpfungsaufhebung, Patent von 1783
- Erweiterung des Tonumfangs von fünf Oktaven um eine halbe Oktave nach oben, um einer Anforderung des tschechischen Pianisten Dussek nachzukommen, und um eine weitere halbe Oktave nach unten
- Abkehr vom Werkstattprinzip, weltweit erster fabrikmäßiger Hersteller von Klavieren in großen Stückzahlen.

## Familie
Der Stammbaum der Familie Broadwood kann bis etwa 1580 zurückverfolgt werden. John Broadwood heiratete 1769 Burkhardt Tschudis Tochter Barbara in erster Ehe und hatten mit ihr vier Kinder. Nach ihrem frühen Tode (1776) heiratete er in zweiter Ehe 1781 Mary Kitson und hatte mit ihr weitere sechs Kinder. Viele der Kinder Broadwoods waren in der seinerzeit in England aufstrebenden Klavierindustrie tätig. Einige von ihnen nahmen in der Ära von Königin Victoria an der britischen Kolonisation von Indien teil. Andere emigrierten nach Australien, wo heute weiterhin Nachkommen von John Broadwood leben. Der britische General Robert George Broadwood (1862–1917), Sohn von Thomas Broadwood und dessen Frau Mary Athlea Matthews, war ein Enkel von John Broadwood und seiner zweiten Ehefrau Mary Kitson.